# Толстой, Владимир Павлович
Владимир Павлович Толстой (17 августа 1923, Москва, РСФСР — 19 ноября 2016, Москва, Российская Федерация) — советский и российский художник, искусствовед, основоположник российской Академии искусствознания, академик РАХ (2007), заслуженный деятель искусств РСФСР.

## Биография
Представитель древнего дворянского рода. В 1945 году окончил искусствоведческое отделение исторического факультета МГУ.
Работал в Институте истории искусств Академии наук СССР, где в 1951 году защитил кандидатскую диссертацию «Советская монументальная живопись» (в двух томах). Более 65 лет занимался исследовательской работой в Академии художеств СССР, затем Российской академии художеств (РАХ). В течение многих лет возглавлял отдел монументального искусства и архитектуры Института теории и истории изобразительных искусств РАХ.
Доктор искусствоведения (1986, диссертация «Монументальное искусство социализма: опыт становления и развития в СССР»). Профессор с 1991 г. Член-корреспондент АХ СССР (1988). Действительный член PAX (2007).
Автор книг и статей по монументальному и декоративно-прикладному искусству, по художественным проблемам архитектуры. Выпустил серию сборников архивных материалов по монументальному искусству. Выступал организатором выставок советского искусства за рубежом.
Умер в 2016 году. Похоронен на Даниловском кладбище.

### Семья
- Первая жена — Надежда Анатольевна Виноградова (1923—2012), искусствовед.
  - Дочь — Татьяна Толстая (род. 1946), кандидат искусствоведения, старший научный сотрудник отдела научного каталога Музеев Московского Кремля, хранитель соборов Музея Московского Кремля.
- Вторая жена — Нина Тимофеевна Юдина (род. 1929), филолог-латинист.
  - Сын — Андрей Толстой (1956—2016), директор Института теории и истории изобразительных искусств РАХ (2013—2016).
  - Дочь — Наталия Толстая (род. 1969), директор Института теории и истории изобразительных искусств РАХ (с 2016).

## Основные работы
- Н. Н. Жуков. — М.: Искусство, 1952. — 156 с., 2 л. ил.
- «Советская монументальная живопись» (1958)
- Евгений Михайлович Рачев. — М.: Советский художник, 1960. — 168, [8] с.
- Ленинский план монументальной пропаганды в действии]. — М.: Изд-во Акад. художеств СССР, 1961. — 56 с. : ил. — (Б-ка по изобразительному искусству для народных университетов культуры, художественной самодеятельности и школьных библиотек).
- «Советское декоративное искусство. 1917—1945 и 1945—1975. Очерки истории» в 2-х томах (1984, 1989, общая редакция, вступительные статьи)
- «Агитационно-массовое искусство. Оформление празднеств» (1984, общая редакция, вступительная статья)
- «Искусство и общество» (1991)
- «Росписи агитпоездов, агиттеатр, плакат. 1917—1932» (2002)
- «Картины мира в истории мирового искусства» (1995)
- «Художественные модели мироздания» (кн. 1, 1997; кн. 2, 1999; редактор и автор вступительных статей).
- «У истоков советского монументального искусства»
- «Монументальное искусство СССР»
- «Города мира — мир города»

Ответственный редактор и один из авторов книги: «Art Decoratif Sovietique». Paris. 1989 (Советское декоративное искусство. 1917—1937). «Река времен» (статьи разных лет, 2004)

## Награды и звания
- Заслуженный деятель искусств РСФСР (1978).
- Серебряная медаль Академии художеств СССР (1984) за книгу «У истоков советского монументального искусства. 1917—1923».
- Золотая медаль РАХ за двухтомник «Художественные модели мироздания» (2001, общая редакция).